# Кордонная стратегия
Кордонная стратегия или кордонная система расположения войск (от слова «кордон», которое происходит от фр. cordon — «шнур») — способ ведения войн, характерный для европейских государств XVII — XVIII веков, который заключался в растянутом расположении войск небольшими отрядами во всех стратегически и тактически выгодных пунктах, через которые можно ожидать наступления неприятеля.

## История
Кордонная система имела широкое применение в XVIII столетии для ведения оборонительных действий, но затем, как крайне раздробляющая силы обороняющегося, была оставлена.

### В Европе
Кордонная система сложилась в тот период, когда войны в Европе велись в основном небольшими рекрутскими или наёмными армиями. В последней четверти XVIII века австрийский фельдмаршал Ласси пытался придать этой системе научное обоснование. По его мнению, на оборонительном этапе войны выгода от расположения войск небольшими отрядами состояла в том, что эти отряды, закрепившись на своих позициях по широкому фронту, вынуждали вторгнувшегося противника распылить свои силы. Между тем сами эти укрепившиеся отряды, получая стабильное снабжение от развёрнутой системы магазинов, могли наносить удары по флангам и в тыл противника, подготавливая переход в наступление.
Опыт европейских войн со временем показал неэффективность кордонной системы. Выяснилось, что для такого расположения войск «присущи крупные недостатки: рассредоточение сил на широком фронте, лёгкость прорыва его противником, трудность маневрирования и управления войсками, отсутствие войсковых и стратегических резервов».
Петр I первый протестовал против пользования кордонной системой в связи с оборонительными линиями.
Многочисленные поражения, которые австрийская армия, придерживавшаяся кордонной системы, потерпела в войнах с Наполеоном, заставили эрцгерцога Карла, назначенного после Аустерлицкого сражения военным министром, переустроить австрийскую армию по французскому образцу. Русские полководцы Румянцев, Суворов, Кутузов были противниками применения кордонной системы.
Тем не менее, многие генералы как в Европе, так и в России применяли эту систему вплоть до начала XIX столетия. Так, «французский генерал Шерер применял кордонную систему против Суворова в Италии в 1799 году. Развертывание русских армий на 500 км в начале войны 1812 г. также носило следы кордонной системы, принятой под влиянием прусского эмигранта Пфуля — советника Александра I».

### На окраинах России
В России кордоны издревле применялись для защиты от набегов степных кочевников на окраинах России (Руси).

### В настоящее время
В наше время кордонная система применяется лишь при расположении пограничных войск.